# Université de l'Alabama
Pour les articles homonymes, voir Université de l'Alabama (homonymie).
L'université de l’Alabama est une université américaine fondée en 1831, située à Tuscaloosa dans l'Alabama.

## Histoire

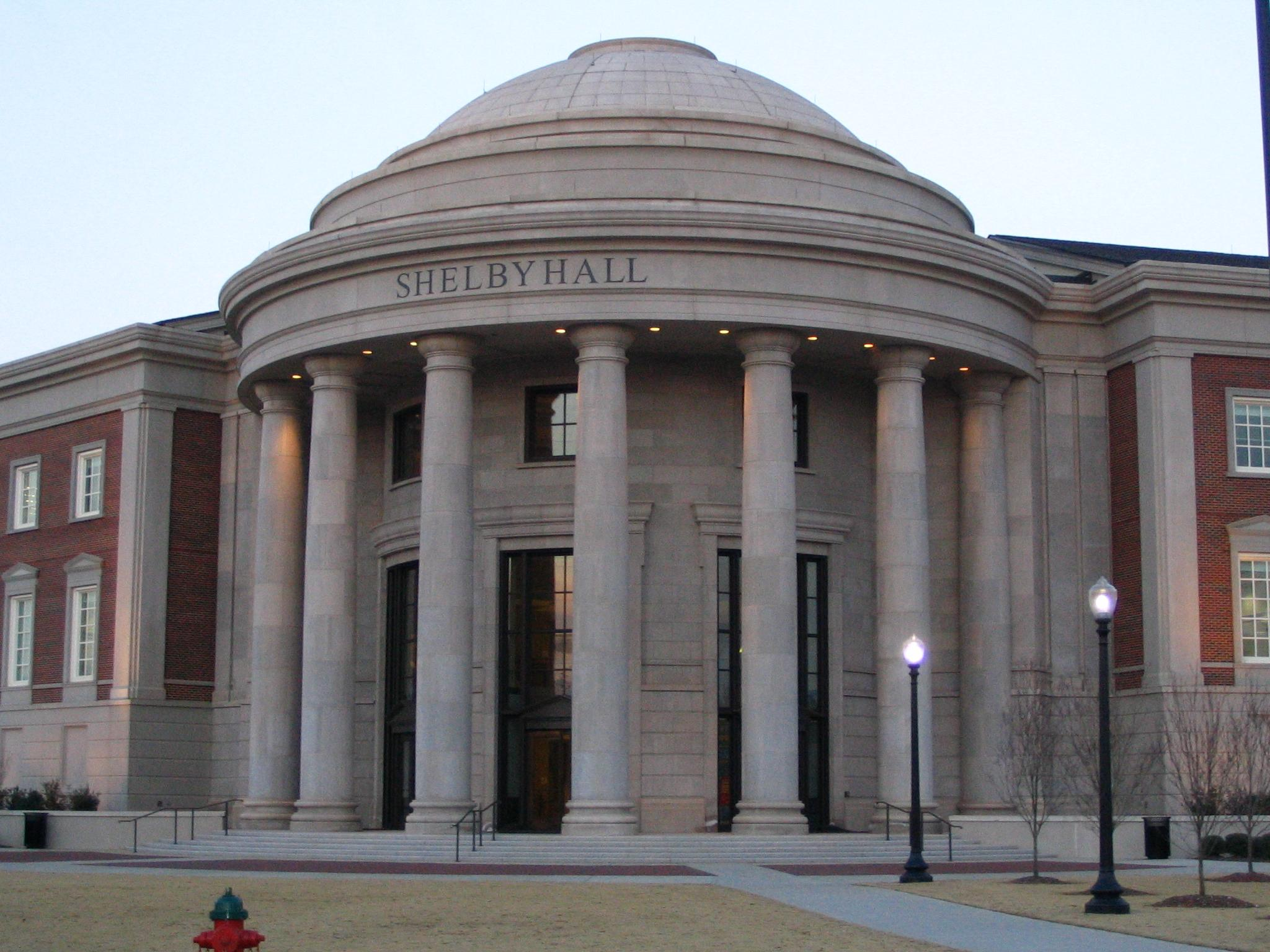
Shelby Hall.

Jusque dans les années 1960, l'université n'admettait que des étudiants blancs. La pratique de la ségrégation raciale était courante dans le sud des États-Unis à cette époque et l'université interdisait à tous les étudiants de couleur d'y assister. La première tentative d'intégration à l'université a eu lieu en 1952 lorsque Autherine Lucy et son amie Pollie Myers Hudson se sont inscrites avec succès sans mentionner leur couleur de peau. L'Université ayant annulé leur inscription, les deux étudiantes, avec le soutien de la National Association for the Advancement of Colored People (NAACP), portent plainte pour discrimination raciale. Le 10 octobre 1955, la Cour suprême ordonne à l'Université d'admettre les deux femmes. 
Le 11 juin 1963, l'université fit la une de l'actualité, lorsque le gouverneur de l'Alabama George Wallace farouche partisan de la ségrégation raciale, se posta avec ses partisans, devant l'entrée de l'institution, afin de s'opposer à l'entrée en cours des deux premiers étudiants noirs inscrit dans cette université, Vivian Malone Jones et James Hood (en) (Stand in the Schoolhouse Door (en)). Finalement, encadrés et protégés par la Garde nationale, le Marshal fédéral et le procureur de l'État, c'est sous les huées que les deux élèves entreront dans le bâtiment.

## Sports
L'université possède une section sportive, se nommant le Crimson Tide de l'Alabama.

## Éditions
L'université chapeaute, depuis 1945, University of Alabama Press, les presses universitaires de l'établissement qui publient près de 2 000 ouvrages savants et scientifiques et deux revues.